# James „Sawyer” Ford
James „Sawyer” Ford egy szereplő az ABC sorozatában, a Lostban. Josh Holloway játssza.

## Életrajz
|  | Alább a cselekmény részletei következnek! |

### A repülőgép lezuhanása előtt
James Ford 1969-ben, Tennesseeben született. Nyolcéves korában, James szüleit becsapta egy Sawyer nevű férfi, aki az anyjával is lefeküdt. Később szemtanúja lett ahogy az apja végső elkeseredésében megöli az anyját, majd magával is végez. James egy levelet írt Sawyernek, remélve hogy egyszer átadhatja neki. A levélben ez áll:

"Kedves Mr. Sawyer! Maga nem tudja ki vagyok, de én tudom ki maga és hogy mit tett. Lefeküdt az anyukámmal és azután ellopta az apukám pénzét. Erre ő mérges lett, és megölte az anyukámat, azután megölte magát is. Csak a nevét tudom. De egy nap meg fogom találni és át fogom adni ezt a levelet, hogy ne felejtse el amit velem tett. Megölte a szüleimet, Mr. Sawyer."
Azt, hogy szülei halála után kik nevelték fel Jamest, nem lehet tudni.
Csak a nyolc általánost végezte el. 19 éves korától szélhámosként keresi a pénzt. Rengeteg embert ver át, ugyanazokat a trükköket több emberen is sikerrel alkalmazza. Végül Ford átveszi az embernek a nevét, aki szülei haláláért felelős. Állhatatos volt abban, hogy a nyomára lel az eredeti Sawyernek, hogy átadhassa a kisgyermekként megírt levelet és bosszút állhasson. A Sawyer elleni vérbosszúja ellenére kezdett azzá válni, akit leginkább gyűlölt.
„Sawyer” később egy Jessica nevű nőn és férjén is alkalmazta a szélhámosságban szerzett ismereteit. Ki akart belőlük csalni $160,000-t, ám amikor meglátta a kisfiukat, lefújta a tervét, ugyanis gyermekkori önmagát vélte felfedezni a fiúban. Kapcsolata volt Mary Jo-val, aki a Hurley által a lottón megjátszott számokat olvasta fel a TV-ben.
Sawyer egy Cassidy nevű nővel kezdett el járni, majd segített neki elsajátítani a szélhámosság csínját-bínját. Valójában csak azért volt vele, mert őt is be akarta csapni, hogy megszerezze a pénzét. Idővel azonban megszerette őt, és le akart tenni szándékáról. Társa azonban megfenyegette őt, így kénytelen volt ellopni Cassidy pénzét. Cassidy bosszúból feljelentette őt, így Sawyer körülbelül 7 év börtönbüntetést kapott. Hozzávetőlegesen kilenc hónappal börtönbe kerülése után, Cassidy meglátogatta Sawyert, és azt állította, van egy közös gyermekük, Clementine. Sawyer nem volt hajlandó elfogadni az apaságot. Elárulta egyik rabtársát, Munsont, azáltal hogy elmondta a börtönigazgatónak, hol rejtette el a lopott pénzt. Cserébe elengedték neki hátralévő büntetését, és Munson pénzéből is kapott, amit ő Clementine nevére utaltatott.
Egy partnerrel, Hibbs-el egyetemben részt vett a tampai melóban (hogy ez pontosan mit takar, azt jelenleg nem tudjuk), de ez nem volt valami jó hatással Sawyer életére. Hibbs később úgy próbálta kárpotolni őt az ott történtekért, hogy azt mondta neki, megtalálta az igazi Sawyert. Elmondta neki, hogy az igazi neve Frank Duckett, és az ausztráliai Sydneyben él. Sawyer, a dühtől elvakulva azonnal odautazott. Rövidesen meg is találta Duckett-et, aki rákot árult egy útmenti büfében, de nem bírta rászánni magát a megölésére. Ellátogatott egy helyi bárba, ahol találkozott Christian Shephard-del. Christian beszélt neki a fiával, Jack-kel való megromlott viszonyáról, és arra biztatta Sawyert, tegye meg azt, amiért Sydney-be utazott. Megfogadva a tanácsot, Sawyer újra felkereste Duckett-et. Miután lelövi őt, rájön, hogy nem ő az igazi Sawyer. Hibbs átverte őt, és az, akit megölt csupán egy férfi volt, aki nem rendezte a Hibbs-nek való tartozását. Duckett, halála előtt még figyelmezteti Sawyert: „Ezért még megfizetsz.”
Miután összeverekedett az ausztráliai mezőgazdasági miniszterrel, letartóztatják, és az Oceanic 815-ös járatával deportálják az országból.

### A szigeten

#### Első évad
Miután lezuhan a szigetre, folyamatosan gyűjtögeti a még használható tárgyakat, beleértve a könyveket, szexlapokat, élelmet, gazdátlan táskákat, cigarettát. A többiekkel nemigen törődik, saját kényelmét helyezi előtérbe. Ennek köszönhetően szinte senkivel sem sikerül jó kapcsolatot kialakítania. Mindazonáltal, Sawyer elkíséri a túlélőket, akik megmásszák a hegyet, hogy megfelelő legyen a vétele az adó-vevőnek. Ez az első alkalom, hogy közelebbről is megismeri Kate-et. Mikor rájuk támad a jegesmedve, nem szalad el előle ahogy a többiek is teszik, hanem előrántja a pisztolyát, és lelövi a fenevadat. A túlélők találgatni kezdik, hogy tudott felvinni fegyvert a repülőgépre. Sawyer beismeri, hogy a békebírótól, Edward Mars-tól lopta el.
Sawyer makacs hozzáállása a dolgokhoz több esetben is megmutatkozik. Például, amikor az asztmás Shannon fulladozni kezd, még annak ellenére sem hajlandó átadni az inhalálókészüléket, hogy Sayid és Jack megkínozza. Katenek egy csókért cserébe megígéri, hogy elmondja, hol van a készülék. Kate kelletlenül megcsókolja Sawyert, majd egy pofonnal egészíti ki azt, miután megtudja, hogy nincs is Sawyernél az inhalátor.
Sawyer kapcsolta Kate-tel hamar felélénkül, miután megengedi Kate-nek, hogy elolvassa a levelet, amit az igazi Sawyernek, szülei gyilkosának írt réges-régen. Sőt, miközben a vaddisznót üldözik, ami feldúlta Sawyer sátrát, egy különleges, Sohasem… nevű játékot játszanak, minek köszönhetően sok mindent meg tudnak egymás múltjáról. A következő nap, megtalálják a vadkant, de az utolsó pillanatban Sawyer úgy dönt, megkíméli az életét. Rájön, hogy nem okolhat egy vadállatot a problémáiért. Ugyanezen a napon, Sawyer suttogó hangokat hall a dzsungelben, és Frank Duckett hangját, aki azt mondja,„Ezért még megfizetsz.”. Sawyer megkérdezi Sayidot, ő hallott-e valamit a dzsungelben, amikor visszatért Rousseautól a táborba. Sayid azt hazudja neki, semmit sem hallott.
Sawyer legtöbbször olvasással próbálja elűzni unalmát. Egy nap szörnyű fejfájás tör rá. Jack azt mondja neki, túl sokat olvas, és valószínűleg távollátó is, ezért ad neki egy szemüveget, amit két különböző szemüvegből forrasztottak össze. Bár Jack gyakran segít Sawyernek, Sawyer érthetetlen módon örökös ellenségeskedést mutat ki a „Doki” iránt. Ennek nyilvánvalóan az az oka, hogy mindketten versengenek Kate-ért. Ezt azonban Sawyer még önmagának se vallja be.
Annak hallatán, hogy van egy szabad hely Michael tutaján, Sawyer rögtön lecsap a lehetőségre. Kate el akarja venni tőle a helyet, ezért Sawyer az összes túlélő előtt felfedi Kate bűnös múltját. Mielőtt tutajra száll, elmondja Jacknek, hogy Sydneyben beszélt az apjával. Úgy tűnik, a viszály Sawyer és Jack között ezzel enyhülni kezd. Amikor a nyílt vízen a „Többiek” el akarják rabolni Waltot, Sawyer megpróbál rájuk lőni, de vállon lövik és a vízbe zuhan. Mialatt a vízben kapálódzik, a tutajt megsemmisíti egy Molotov-koktél.

#### Második évad
Míg Jin látszólag eltűnt a hullámok között, Sawyer és Michael a tutaj roncsába kapaszkodva sodródik a tenger áramlásait követve. Eközben a puszta kezével kiveszi vállából a golyót. Az áramlások rövidesen visszasodorják a szigetre. Sawyer ironikusan megjegyzi Michaelnek: „Otthon, édes otthon”. A parton megtalálják elveszettnek hitt barátjukat, Jint. Rájönnek, hogy egy ismeretlen személyekből álló csoport tartotta őt fogva. Őket is elfogják, és egy földbe ásott verembe zárják. Miután néhány napon keresztül két barátjával odalent raboskodik, Ana Lucia kiengedi őket. Fény derül rá, hogy a fogvatartóik is a repülőgép túlélői. Az ő vezetésükkel indul Sawyer vissza a táborba, de útközben elájul, mivel elfertőződik a sebe, így egy hordágyon szállítják tovább. A táborban, Jack és Kate segítségével új erőre kap.
Sawyer feldühödik Jackre, ugyanis rájön, hogy eltulajdonította a hátrahagyott dolgait. Figyelmezteti Jacket, hogy adja vissza a dolgait, de mivel nem teszi meg, bosszút esküszik. Charlieval együtt Sawyer végre visz egy bonyolult tervet, minek köszönhetően Sawyer az összes fegyvert és orvosságot is megszerzi a saját cuccain kívül. Mindazonáltal Jacknek sikerül visszaszereznie a gyógyszereket, amikor Sawyer elveszti a vele játszott pókert.
Sawyer több fegyvere is visszakerült a túlélőkhöz. Például Kate-nek is ad egy fegyvert, amikor elmegy megkeresni az orvosi állomást. Ráadásul Ana-Lucia is szerez tőle egy pisztolyt. Szeretkezés közben kiveszi Sawyer farzsebéből. Ez később ahhoz vezet, hogy Michael a fegyvert használva lelövi Ana Luciát és Libbyt. Sawyer kénytelen elárulnia a helyet, ahová a fegyvereket és orvosságokat rejtette, mivel Libbynek heroinra van szüksége a fájdalom enyhítéséhez.
Sawyer is felkerül Michael „Többiek”-től kapott listájára, így ő is belesétál a csapdába. Jackhez és Katehez hasonlóan a „Többiek” foglyul ejtik.

#### Harmadik évad
Egy nappal fogságba kerülése után Sawyer a Hidra állomáson található ketrecben ébred fel. Hamarosan rájön, hogyan működik az ott elhelyezett etetőgép, de nagyot csalódik, amikor a gép állatoknak való halkekszet ad ki.
Sawyer első szökési kísérletét Karl segítségével próbálja végrehajtani. Terve kudarcba fullad, miután Juliet észreveszi őt. Újra visszazárják a ketrecébe. A vele szemközti ketrecbe Kate-et zárják. Őt és Kate-et rendszeresen arra kényszerítik, hogy egy kőfejtőben sziklát daraboljon és szállítson. Egyik alkalommal, Sawyer fellázad fogvatartói ellen, és szenvedélyesen megcsókolja Kate-et, minek következtében Pickett csúnyán elbánik vele. Miután visszakerül a ketrecbe, Kate-tel együtt új szökési stratégián agyal, nem sejtve, hogy Benjamin a kamerarendszer segítségével felügyeli őket.
Sawyer új tervében arra akarja felhasználni az etetőszerkezet áramát, hogy az őt legközelebb meglátogató személyt megrázza vele. Ben jön látogatóba Sawyerhez, de a terv nem bizonyul életképesnek, mivel Ben odamenetele előtt kikapcsolta a gépet (nyilván hallotta a tervét a vezérlőszobában). Ben megveri és elviszi őt egy terembe, ahol befecskendeznek valamit a szívébe. Miután felébred, Ben tájékoztatja, hogy szereltek belé egy szívritmus-szabályzót, ami felrobbantja a szívét, ha túl nagy lesz a pulzusa. Azt is megtudja, hogy ha elmondja ezt Katenek, ővele is ugyanezt fogják tenni.
A Sawyer viselkedésében bekövetkező drasztikus változás Kate aggodalmához vezet. Sawyer nem akar neki elmondani semmit sem, mert nem akarja, hogy ő is így járjon. Később, Pickett bemegy a ketrecébe, és a Colleen haláláért járó büntetésként erőszakosan megveri. Követeli Kate-től, mondja meg szereti-e Sawyert, és akkor abbahagyja a verekedést. Erre Kate odakiáltja neki, szereti, ezért Pickett távozik Sawyertől. Amikor Kate kiszökik a ketrecéből, Sawyer azt mondja neki, ha valóban szereti, nélküle meneküljön el. Kate azt mondja neki, csak azért mondta azt, hogy Pickett békén hagyja.
Ben néhány társával együtt elviszi Sawyert egy túrára, mert mutatni akar neki valamit. Az úton, Ben felfedi, hogy semmit nem csináltak a szívével, ez csupán egy fortély volt, amivel higgadtságra kényszerítették. Ben azzal védekezik, hogy egy csaló tiszteletét csak úgy lehet kivívni, ha becsapják. A hegy tetején, Sawyer szembesül a ténnyel, hogy nem azon a szigeten vannak, ahol lezuhantak, azaz semmi értelme sincs a menekülésnek.
Sawyer láthatóan elveszti küzdőszellemét. Kedvetlenül dobálja a köveket az ételadagológépbe. Pickett kiengedi Kate-et, hogy elvigye a kőfejtőbe dolgozni, Sawyernek pedig azt mondja, mára szabadnapot kap. Kate nem akar Sawyer nélkül dolgozni, ezért Pickett Sawyert is elviszi követ törni. Késő délután, miután Sawyert és Kate-et is visszavezették a ketrecébe, Kate beszámol Sawyernek arról, hogy találkozott Jack-kel. Aggódik Sawyer miatt, ezért kimászik a ketrecéből, és széttöri Sawyer ketrecének lakatját. Sawyer nem akar menekülni. Bevallja Kate-nek, hogy lehetetlen megszökni, ugyanis egy másik szigeten vannak. Ezt korábban azért nem mondta el, mert nem akarta, hogy elveszítse a reményt. Kate megcsókolja őt, majd szeretkeznek. Később, Sawyer megkérdezi Kate-et, komolyan gondolta e, amikor azt mondta Pickettnek, szereti. Kate megcsókolja és a karjaiba bújik. Sawyer mosolyogva azt mondja, „Én is szeretlek téged”.
Pickett meg akarja ölni Sawyert, ezért kirángatja a ketrecéből és fegyvert szegez a fejéhez. Sawyer először küzd ellene, de később belátja, nem tud tenni semmit. Arra kéri Kate-et, csukja be a szemét. Pickett már épp lelőné, amikor Tom rádión félbeszakítja őt. Pickett kénytelen elengedni őt.
|  | Itt a vége a cselekmény részletezésének! |